# Henry Nwosu
Henry Nwosu   (Imo, 14 de juny de 1963) és un exfutbolista nigerià de la dècada de 1980.
Fou internacional amb la selecció de futbol de Nigèria. Pel que fa a clubs, destacà a NNB FC, ACB Lagos, ASEC Mimosas i Racing Club de Bafoussam.
Trajectòria com a entrenador:
- 1997 Ibom Stars[4][5]
- 2008-2009 Nigèria U-17[6][7]
- 2009-2013 Union Bank[8]
- 2013-? Gateway United F.C.[9]